# Deutsche Dreiband-Meisterschaft 1960

Veranstaltungsort: Köln

Die Deutsche Dreiband-Meisterschaft 1960 (DDM) war die 27. Ausgabe dieser Turnierserie und fand vom 12. bis 15. November 1959 in Köln, Nordrhein-Westfalen statt.

## Geschichte
Zum fünften Mal war Köln als Spielstätte gewählt worden. Nachdem Ernst Rudolph an der vorigen Meisterschaft nicht teilgenommen hatte, war sein Billardsalon diesmal Ort der Veranstaltung. Ausrichter war der „Kölner Billard-Club 1908“ am Hohenzollernring. Er bot Platz für rund 400 Zuschauer, die auf erhöhten Sitzen Platz nehmen konnten und Jedem eine gute Sicht boten. Neben den Printmedien waren auch diesmal wieder Funk und Fernsehen (Tagesschau und Regionalschau) vertreten und berichteten, oft „Live“ vom Geschehen. Kölns Oberbürgermeister Theo Burauen hatte die Schirmherrschaft übernommen und stiftete einen Ehrenpreis.
Seriensieger August Tiedtke konnte sich seinen 16. Titel sichern. Rudolph wurde zum dritten Mal Zweiter des Turniers. Gegner war jedes Mal August Tiedtke. Diesmal benötigte er jedoch eine Stichpartie gegen Rudolph, um sich den Titel zu holen. Nach dem regulären Spielplan stand es 12:2 für beide Spieler. Tiedtke hatte ausgerechnet sein fünftes Spiel gegen den Letztplatzierten Joseph Bücken mit 52:60 in 81 Aufnahmen verloren. In der Stichpartie setzte er sich dann mit 60:43 in 72 Aufnahmen gegen Rudolph durch. Dritter wurde der Vizemeister Rudolf Apelt aus Berlin, der sich noch vor den Düsseldorfer Siegfried Spielmann in der Tabelle setzen konnte. Der mit Links spielende Meisterschaftsneuling Günther Delbrouck aus Krefeld lieferte eine gute Turnierleistung ab und konnte sich gegen die „alten Hasen“ Kurt Hartkopf (Solingen) und Josef Bücken absetzen. Der dreifache Vizemeister von 1951, 1955 und 1957, Walter Lütgehetmann, nahm erneut nicht am Turnier teil.
Anders als sonst üblicherweise Tiedtke, nahm diesmal Rudolph die Turnierrekorde im Einzel- (ED) und Generaldurchschnitt (GD) mit nach Hause.

## Modus
Es spielte „Jeder gegen Jeden“ (Round Robin) auf 60 Punkte mit Nachstoß.

## Abschlusstabelle
| MP    | Match Points (Sieger = 2; Unentschieden = 1; Verlierer = 0) |
| Pkte. | Erzielte Karambolagen                                       |
| Aufn. | Benötigte Versuche                                          |
| GD    | Generaldurchschnitt                                         |
| BED   | Bester Einzeldurchschnitt eines Spielers                    |
| HS    | Höchstserie                                                 |
|       | Bester GD des Turniers                                      |
|       | Bester ED des Turniers                                      |
|       | Beste HS des Turniers                                       |
|       | 1. Platz (Gold)                                             |
|       | 2. Platz (Silber)                                           |
|       | 3. Platz (Bronze)                                           |

| 1                                             | Ernst Rudolph (Köln)             | 12:2 | 405 | 477 | 0,849 | 0,983 | 7 |
| 2                                             | August Tiedtke (Düsseldorf)      | 12:2 | 412 | 516 | 0,798 | 0,909 | 8 |
| 3                                             | Rudolf Apelt (Berlin)            | 8:6  | 400 | 670 | 0,597 | 0,722 | 5 |
| 4                                             | Siegfried Spielmann (Düsseldorf) | 6:8  | 376 | 538 | 0,698 | 0,952 | 8 |
| 5                                             | Erich Heinrichs (Köln)           | 6:8  | 362 | 594 | 0,609 | 0,909 | 6 |
| 6                                             | Günther Delbrouck (Krefeld)      | 6:8  | 362 | 637 | 0,568 | 0,705 | 5 |
| 7                                             | Kurt Hartkopf (Düsseldorf)       | 4:10 | 327 | 575 | 0,568 | 0,689 | 6 |
| 8                                             | Josef Bücken (Aachen)            | 2:12 | 330 | 555 | 0,594 | 0,740 | 7 |
| Turnierdurchschnitt: 0,651 (ohne Stichpartie) |                                  |      |     |     |       |       |   |
| Stichpartie                                   |                                  |      |     |     |       |       |   |
| -                                             | August Tiedtke                   | 2:0  | 60  | 72  | 0,833 | 0,833 | 5 |
| -                                             | Ernst Rudolph                    | 0:2  | 43  | 72  | 0,597 | –     | 4 |
| nach Stichpartie                              |                                  |      |     |     |       |       |   |
| 1                                             | August Tiedtke (Düsseldorf)      | 14:2 | 472 | 588 | 0,802 | 0,909 | 8 |
| 2                                             | Ernst Rudolph (Köln)             | 12:4 | 448 | 549 | 0,816 | 0,983 | 7 |
| Turnierdurchschnitt: 0,653 (mit Stichpartie)  |                                  |      |     |     |       |       |   |